# Özünlə apar
Az Özünlə apar (magyarul: Vigyél magaddal) az azeri Fahree és Ilkin Dovlatov dala, mellyel Azerbajdzsánt képviselték a 2024-es Eurovíziós Dalfesztiválon Malmőben. A dal belső kiválasztás során nyerte el a dalversenyen való indulás jogát.

## Eurovíziós Dalfesztivál
2024. március 7-én az İTV bejelentette, hogy az énekes képviseli az országot az Eurovíziós Dalfesztiválon. 2024. március 13-án vált hivatalossá, hogy a produkcióban közreműködik Ilkin Dovlatov, mughaménekes is. A dalt a videoklippel együtt 2024. március 15-én mutatták be. Ez az első dal a versenyen Azerbajdzsánból, mely tartalmaz hosszabb azeri nyelvű részeket is.
A dalt először a május 7-én rendezendő első elődöntőben fellépési sorrendben tizenkettedikként adták elő, a Svédországot képviselő Marcus & Martinus Unforgettable című dala után és az Ausztráliát képviselő Electric Fields One Milkali (One Blood) című dala előtt. Az elődöntőben a nézői szavazatok pontjai alapján nem került be a dal a május 11-én megrendezésre került döntőbe. Ez volt a harmadik alkalom, hogy Azerbajdzsán nem jutott tovább az elődöntőből.
A következő azeri induló a Mamagama Run with U című dala volt a 2025-ös Eurovíziós Dalfesztiválon.